# Bridget Bishop
Bridget Bishop (ca. 1632 en Angleterre - 10 juin 1692 à Salem, Massachusetts) est la première personne exécutée pour sorcellerie lors du procès des sorcières de Salem. Au total, une centaine de personnes sont arrêtées et vingt personnes exécutées.  

## Vie familiale
Bridget Bishop nait entre le milieu et la fin des années 1630 à Norwich, en Angleterre. Son nom de naissance est Magnus, mais sa famille adopte plus tard le nom de Playfer. 
Le 13 avril 1660 à Sainte-Marie-de-la-Marsh en Angleterre, elle épouse son premier mari, le capitaine Samuel Wasselbe, parfois orthographié Wasselbee ou Wasselby. Ensemble, ils ont trois enfants : Benjamin, né le 6 octobre 1663 à Norwich et décédé le 26 septembre 1664 à Stepney, à l'âge de 11 mois ; Mary, née le 10 janvier 1665 à Boston aux Etats-Unis ; et enfin John. Bridget Bishop perd son premier enfant puis son mari. Avant ou après le décès de Samuel Wasselbe, elle émigre en Nouvelle-Angleterre. Son second enfant serait mort en bas âge dans le Massachusetts.
Bridget Bishop se marie pour la deuxième fois le 26 juillet 1666 avec un veuf nommé Thomas Oliver, éminent homme d'affaires, né en 1601 et également originaire de Norwich, en Angleterre. Le couple élit domicile à Salem Town. La propriété se trouve à l'angle sud-est de Washington Street et de l'actuelle Church Street, qui n'existe pas à cette époque. De leur union nait le 8 mai 1667 une fille, prénommée Christian (aussi orthographié Chrestian). Cette dernière épousera Thomas Mason et décédera peu de temps après sa mère, à Salem, en 1693, à l'âge de 26 ans. Thomas Oliver a de son côté trois enfants de son précédent mariage qui sont déjà adultes. Bridget Bishop semble être maltraitée par son deuxième mari. Des voisins affirment la croiser dans la rue avec des contusions et des égratignures mais ils la soupçonnent également d'être une épouse violente. Le couple est en effet connu pour ses disputes en public. Un jour, Thomas Oliver et Bridget Bishop sont même inculpés pour cette raison. Pour cette infraction, ils doivent soit payer une amende soit se tenir sur la place publique en guise de punition. La fille de Thomas Oliver, Mary, paiera l'amende pour son père mais pas pour Bridget Bishop qui sera obligée de purger sa peine. Thomas Oliver meurt en 1679. Bridget Bishop est accusée de l'avoir ensorcelé à mort, mais est acquittée par manque de preuves.  
En 1680, Bridget Bishop épouse son troisième mari, Edward Bishop, un scieur prospère, dont la famille vit à Beverly. Ils vivent sur la propriété que Bridget Bishop a héritée de son deuxième mari.  Edward Bishop se remariera en 1693 après la mort de Bridget Bishop et décédera en 1705.

## Accusations et exécution
Le 16 avril 1692, Bridget Bishop et Mary Warren sont accusées d'avoir ensorcelé cinq jeunes femmes : Abigail Williams, Ann Putnam, Mercy Lewis, Mary Walcott et Elizabeth Hubbard. Deux jours plus tard, d'autres plaintes sont déposées contre les deux femmes, ainsi que contre Giles Corey et Abigail Hobbs. Le 19 avril 1692, Bridget Bishop est arrêtée par le maréchal de Salem, George Herrick, et emmenée à Salem Village (aujourd'hui Danvers) où son examen a lieu. Le juge John Hathorne et Jonathan Corwin président l'examen. Beaucoup des accusateurs sont présents, dont notamment les cinq jeunes femmes qui se tordent et convulsent comme si elles étaient possédées dès l'arrivée de Bridget Bishop. Elles l'accusent de les avoir blessées de plusieurs manières et de les avoir tentées de signer le livre du diable. Ann Putnam reproche à Bridget Bishop d'appeler le diable son Dieu. Cette dernière proclame son innocence en affirmant qu'elle n'a jamais vu ses accusateurs avant l'examen et qu'elle ne s'est jamais rendue dans les endroits indiqués. Elle explique qu'elle est aussi innocente « qu'un enfant à naître ». Après avoir nié les faits, Bridget Bishop commence à ressentir de la colère, en constatant que le déni n'est pas une stratégie efficace face aux accusations incessantes de John Hathorne.  
Dans l'attente du procès, Bridget Bishop est détenue dans la prison de Salem, à une courte distance de son domicile, sur Prison Lane, aujourd'hui connue sous le nom de St. Peter Street. Le procès a lieu le 2 juin 1692 au tribunal d'Oyer et Terminer, créé pour l'occasion. Le comportement des jeunes femmes affligées suffit à convaincre les examinateurs ainsi que tous les spectateurs. En plus de ces faits, des preuves d'actes de sorcellerie antérieurs apparaissent au grand jour. Bridget Bishop est accusée d'avoir assassiné des enfants, ensorcelé des cochons et visité divers citadins pendant la nuit. Des « poppets », des marionnettes faites de chiffons considérées comme des poupées hantées, sont trouvées dans le mur de sa cave plantées d'épingle. La dernière preuve accablante est l'apparition d'un troisième mamelon sur son corps, découvert par un jury de femmes et qui aurait disparu en trois heures, lors du second examen. Enfin, Bridget Bishop semblerait mettre ses voisins mal à l'aise. Son apparence non traditionnelle (elle porte des vêtements aux couleurs vives) la dessert tout particulièrement. 
Bridget Bishop est condamnée à mort et exécutée le 10 juin 1692. Elle est emmenée au sommet de Gallows Hill et pendue seule aux branches d'un grand chêne. Son arrêt de mort insiste uniquement sur le mal fait à ses accusateurs, principalement le jour de son interrogatoire, comme justification légale de l'exécution, et le tribunal a utilisé des preuves spectrales comme seule base légale pour condamner Bridget Bishop. Elle est la première personne à être pendue dans le cadre des procès en sorcellerie de Salem. Au total, une centaine de personnes auront été arrêtées. Vingt personnes seront exécutées : 6 hommes et 14 femmes, dont 19 pendus et un torturé à mort. 
Bridget Bishop est l'une des dernières victimes à être innocentée, grâce à une loi adoptée en 2001 dans le Massachusetts. 